# S&P/ASX 50
S&P/ASX 50 – indeks największych spółek Australian Securities Exchange, głównej australijskiej giełdy papierów wartościowych. Indeks obsługiwany jest przez firmę S&P Global Ratings (S&P), czemu zawdzięcza pierwszy człon swojej nazwy. ASX to skrót nazwy parkietu, a liczba 50 oznacza liczbę firm wchodzących w skład indeksu. S&P/ASX 50 wchodzi w skład globalnego indeksu S&P 1200, powstającego w oparciu o indeksy z 31 krajów świata.

## Spółki
Stan na 18 września 2009
- AGL Energy
- Amcor
- AMP
- ANZ Banking Group
- ASX
- AXA Asia Pacific Holdings
- BHP Billiton
- Bluescope Steel
- Brambles Industries
- CFS Retail Property Trust
- Coca-Cola Amatil
- Commonwealth Bank Australia
- Crown
- CSL
- Fortescue Metals Group
- Foster’s Group
- GPT Group
- Incitec Pivot
- Insurance Australia Group
- Leighton
- Lend Lease Corporation
- Lihir Gold
- Macquarie Airports
- Macquarie Group
- Macquarie Infrastructure Group
- National Australia Bank
- Newcrest Mining
- News Corporation
- Oil Search
- OneSteel
- Orica
- Origin Energy
- Qantas Airways
- QBE Insurance Group
- Rio Tinto
- Santos
- Sonic Healthcare
- Stockland
- Suncorp-Metway
- Tabcorp
- Telecom Corporation of New Zealand
- Telstra
- Toll
- Transurban Group
- Wesfarmers
- Westfield Group
- Westpac Banking
- Woodside Petroleum
- Woolworths
- WorleyParsons